# Націонал-соціалістичний союз студентів Німеччини
Націонал-соціалістичний союз студентів Німеччини (нім. Nationalsozialistischer Deutscher Studentenbund, скор. NSDStB) — громадська організація в Німеччині (1933-1945), що об'єднувала у своїх лавах студентів-членів НСДАП і була її структурним підрозділом. Від імені НСДАП організація брала на себе ідеологічну підготовку студентів у дусі націонал-соціалістичної ідеології. НСССГ, як і всі партійні структури, був побудований відповідно до принципу вождизму. Члени спілки розміщувалися в казармах, а з 1930 вони почали носити коричневі сорочки та пов'язку зі свастикою.
Главою союзу був імперський студентський фюрер (нім. Reichsstudentenführer — райхсштудентенфюрер).

## До 1933
Націонал-соціалістичний союз студентів Німеччини з'явився у 1926 році. У перші роки йому було складно закріпитись у студентському суспільстві, оскільки лідерство в організації належало людям з «лівого» крила НСДАП (зокрема, братам Штрассерам), і його пропаганда була спрямована переважно проти капіталізму.
Але в 1928 році посаду райхсштудентенфюрера обійняв Бальдур фон Ширах — активіст НСДАП, який раніше займався агітацією ідей нацизму серед молоді. З цього моменту організація почала досягати перших великих успіхів. Проте діяльність союзу викликала протидію: наприклад, у травні 1930 року в газеті «Deutsche Corpszeitung» з'явилося попередження про небезпеку політичних студентських організацій, у тому числі НСДАП, через можливий ризик для здоров'я та успішності студентів.
Проте успіх серед німецьких студентів був нестримний: після запеклого опору старої ради, у липні 1931 року NSDStB взяв на себе керівництво Німецьким студентським союзом (DSt). У своєму прощальному виступі Ганс Генріх Шульц, який залишав свою посаду голови DSt, обрушився з критикою на NSDStB.
У липні 1932 року, під час святкування Дня студента, у Кенігсберзі місцеві члени спілки прийшли у формі НСДАП; NSDStB у той же час отримав представництво в Генеральному студентському комітеті (Der Allgemeine Studentenausschuss, AStA).
Взимку 1932/33 року знову розпочалися протести проти верховенства NSDStB у Генеральному студентському комітеті. Після початкової співпраці німецькі студентські корпорації перейшли в різку опозицію NSDStB і навіть створили Робочу групу з університетської політики студентських асоціацій. Із призначенням Адольфа Гітлера на посаду рейхсканцлера ця спроба захиститися від нацистських претензій на владу не мала сенсу.

## Після 1933
У 1933 році NSDStB створив свій центральний друкований орган Deutsche Studenten-Zeitung (пізніше перейменований на Die Bewegung). У квітні 1933 року німецький студентський союз на чолі з NSDStB провів акцію проти ненімецького духу в багатьох німецьких містах. На початку травня 1933 року студенти розгромили інститут сексології у Берліні, у районі Тиргартен на вулиці Ін-ден-Зельтен.
В 1934 відбулися запеклі зіткнення між членами NSDStB і студентських корпорацій. Цього року новим райхсштудентенфюрером став Альберт Деріхсвайлер, завдяки якому почалося поглинання інших асоціацій учнів. Вже в жовтні 1935 року всі ненацистські студентські організації були або заборонені, або переведені до складу нацистських організацій.

На початку вересня 1935 року німецька студентська асоціація «Kösener Senioren-Convents-Verband» була виключена з спільноти студентських асоціацій, «бо вона не взяла на себе повну реалізацію арійських принципів». Деріхсвайлер написав з цього приводу у Völkischer Beobachter:
«Часи переговорів та дискусій добігли кінця, завдяки нашому рішенню поставити студентське покоління перед вибором: студентський союз чи корпорація, політичний студент чи аполітичний обиватель».
У 1936 р. райхсштудентенфюрером став Густав Адольф Шеель, який одночасно очолював Німецький студентський союз, Райхсштудентенверк і Націонал-соціалістичний союз німецьких доцентів.
Відповідно до закону союзницької контрольної ради №2 від 10 жовтня 1945 року Націонал-соціалістичний союз студентів Німеччини був заборонений, а все його майно конфісковане.

## Керівники
- Оскар Штебель (1933-1934)
- Альберт Деріксвейлер (1934-1936)
- Густав Адольф Шеель (1936-1945)